# Svarta klippans naturreservat
Svarta klippan är ett naturreservat i Breareds socken i Halmstads kommun i Halland.
Området är 16 hektar stort, skyddat sedan 2000 och är beläget strax öster om Ryaberg. Svarta klippan är en nästan 100 meter hög brant på östra sidan av Fylleåns dalgång. I branten klättrar urskogslik bokskog med grova träd, högstubbar, hålträd och liggande trädstammar. Några av bokarna är nästan 300 år gamla. Här växer de sällsynta växterna dvärghäxört och skogsbräsma. Ett stort antal odlingsrösen utgör spår av forntida odling.